# Medaglia per la ferrovia dell'Hajj
La medaglia per la ferrovia dell'Hajj (detta anche medaglia per la ferrovia dell'Hejaz, in turco: Hicaz Demiryolu) fu una medaglia commemorativa conferita dal sultano Abdul Hamid II al personale impegnato nella costruzione della ferrovia realizzata appositamente per l'Hajj, l'annuale pellegrinaggio a La Mecca, città santa dell'islam.

## Storia
La medaglia per la ferrovia dell'Hajj (o dell'Hejaz, dalla regione in cui essa venne costruita) venne creata dal sultano Abdul Hamid II per commemorare la tratta ferroviaria costruita da Damasco a Medina (1300 km in tutto), attraversando appunto la regione dell'Hejaz, con una diramazione a Haifa, sul Mar Mediterraneo. La ferrovia ebbe un carattere così importante per il mondo islamico dell'epoca da meritarsi una medaglia apposita in quanto essa andava a completare la già realizzata tratta tra Istanbul e Damasco e collegava così la capitale ottomana alla città santa di La Mecca. L'altra ragione per l'importanza di questa tratta ferroviaria era certamente da ricercarsi in motivazioni economiche e nella maggiore facilità di spostamento delle forze militari in caso di bisogno all'interno dell'impero ottomano.

## Insegne
- La medaglia consisteva in un disco di bronzo argentato riportante sul diritto una corona d'alloro all'interno della quale si trovava in alto il tughra del sultano ottomano e sotto la figura di una locomotiva a vapore e la data 1318 (1900 dell'era cristiana). Sul retro si trovava la descrizione dell'evento in arabo.
- Il nastro era completamente verde.